# William Bourne
William Bourne (asi 1535 – 1582) byl anglický matematik, který v roce 1578 vytvořil první teoreticky funkční návrh podmořského člunu – ponorky. Všechny dosavadní představy o podobném plavidle, které se objevovaly již od antických dob, se pohybovaly pouze v úrovni nerealizovatelných fantazií.
Bourne byl samouk a neměl žádné univerzitní vzdělání. Byl dělostřelcem anglického námořnictva, ale zajímala jej spíše navigace. V roce 1567 publikoval Certyn Rules for Navigation, uznávaný navigační manuál.
Design svého podmořského člunu popsal ve své knize Inventions and Devises publikované v roce 1578. Byl to jeden z prvních popisů podmořského plavidla, na svou dobu velmi vyspělý. Představoval si ho jako člun s dřevěnou kostrou potaženou vodotěsnou kůží. Byl vybaven koženými balastními nádržemi, do kterých by se při ponoření napustila a při vynoření z nich vytlačila voda pomocí ručně ovládaných klikových lisů. Vzduch do člunu proudil centrálním dutým stožárem, který i při ponořeném plavidle neustále vyčníval nad hladinu. Popis se zabýval spíše celkovými principy než detailním konstrukčním návrhem a nezahrnují žádný pohon. Současné zdroje se rozcházejí v tom, co přesně je v daném díle napsáno. Dokonce jeden ze zdrojů tvrdí, že ilustrace ponorky není dílem Williama Bournea a že zobrazuje jiný princip ponoru, než jaký Bourne popsal.
Bournův koncept podmořského člunu pohybujícího se veslováním nakonec realizoval holandský alchymista Cornelius Drebbel v roce 1620, Bournův systém ponoru pak Nathaniel Symons v roce 1729.